# Pierre Gassendi
Pierre Gassendi (Champtercier, Provenza; 22 de enero de 1592-París, 24 de octubre de 1655) fue un sacerdote católico, filósofo, astrónomo y matemático francés.
Mientras ocupaba un puesto eclesiástico en el sureste de Francia, pasó también algún tiempo en París, como parte destacada de un grupo de librepensadores. Fue también un científico activo y en 1631 publicó los primeros datos sobre el tránsito del planeta Mercurio.
Como filósofo, escribió numerosas obras que constituyeron contribuciones significativas destinadas a la búsqueda de un camino intermedio entre el escepticismo y el dogmatismo. Visto a menudo como un continuador de Epicuro, lo cierto es que su filosofía supone una amalgama de varias tradiciones en su intento de conciliar el atomismo con el cristianismo.

## Biografía

### Primeros años
Hijo de Antoine Gassend y de Françoise Fabry, Pierre Gassendi nació en Champtercier, cerca de Digne-les-Bains, en la Provenza francesa en una familia campesina. Su nombre original era Pierre Gassend, posteriormente italianizado como Gassendi. Su tío, el sacerdote Thomas Fabry, lo educó en sus primeros años. Desde muy joven mostró buenas aptitudes académicas y asistió al collège (primer ciclo de secundaria) en Digne, donde destacó en matemáticas e idiomas. En 1609 entró en la universidad de Aix-en-Provence para estudiar filosofía con el carmelita Philibert Fesaye, para dos años después estudiar teología con el profesor Raphaelis. En 1612 fue nombrado director del collège de Digne, cargo que ocupó hasta que en 1614 la universidad de Aviñón lo nombró doctor en Teología. Fue ordenado sacerdote un año después, en 1615. En abril de este mismo año salió por primera vez de su tierra natal y fue a París, donde estuvo hasta noviembre a fin de resolver una disputa. A su vuelta en Aix dirigió su primera misa en 1616.

### Como profesor
En 1617 le ofrecieron las cátedras de Filosofía y de Teología en la universidad de Aix-en-Provence, que habían quedado vacantes. Aceptó la primera y cedió la segunda a su antiguo maestro, Fesaye. Gassendi parecía estar retirándose gradualmente de la teología, aunque mantuvo su puesto como teólogo y canónigo en Digne. En septiembre de 1619, cuando el obispo Raphaël de Bologne tomó posesión de esa diócesis, participó y pronunció el discurso en nombre del Capítulo. Durante esta época impartió clases sobre todo en torno a la filosofía de Aristóteles, ajustándose en lo posible a los métodos tradicionales mientras seguía con interés los descubrimientos de Galileo y Kepler. Además, conoció al astrónomo Joseph Gaultier de la Vallette.
En 1623 la universidad de Aix pasó a estar bajo el control de la Compañía de Jesús, lo que obligó a Gassendi a abandonarla junto con todos aquellos que no fueran jesuitas. Tras esto viajó a Grenoble y París por encargo del Capítulo de Digne. En esta última ciudad conoció a Marin Mersenne en octubre de 1623. Se hicieron amigos rápidamente, lo que permitió a Gassendi conocer, a su vez, a varios eruditos destacados. Por otra parte, en Grenoble publicó en 1624 y de manera anónima las Disertaciones en forma de paradojas contra los aristotélicos, que supusieron un balance de sus enseñanzas hasta la fecha. Tomando al igual que Descartes el escepticismo como método, con este libro trató de adelantarse a otras publicaciones no autorizadas sobre su pensamiento.
Volvió a Digne y pasó algún tiempo con su mecenas Nicolas Peiresc. Después de 1628, viajó por Flandes y los Países Bajos junto con François Luillier en la que sería su única expedición fuera de Francia. En este viaje publicó, instigado por Mersenne, su obra Examen de la filosofía del doctor Robert Fludd. Tras el viaje, permaneció en París conviviendo con Luillier. En 1632 abandonó París y decidió retornar a Digne, donde en los años siguientes se encontró a menudo con Peiresc hasta la muerte de este en 1637. La muerte de su amigo marcó un antes y un después en la vida de Gassendi. Sufrió una depresión de la que se recuperó poco a poco y dedicó gran parte de sus esfuerzos a escribir una biografía de Peiresc. Esta fue publicada finalmente en París en 1641 con el título de Vita illustris o Vida de Peiresc.

### Últimos años
Permaneció en Provenza hasta su segundo viaje a París en 1641. Dedicó varios años a la investigación y la escritura hasta que en 1645, bajo la influencia del cardenal Alphonse Richelieu logró un nombramiento como catedrático en matemáticas en el Collège Royal. Estuvo en el puesto hasta 1648, cuando tuvo que dejarlo por problemas de salud y volvió a Digne. Tras el fallecimiento de René Descartes, Cristina de Suecia llamó a Gassendi para que acudiera a la corte, invitación que el clérigo rechazó. Entre 1652 y 1653 volvió a la capital francesa, donde se quedó en casa de su amigo Henri Louis Habert de Montmor. En casa de este Gassendi falleció el 24 de octubre de 1655.
Igual que Epicuro, era de cuerpo delicado y los problemas de salud fueron constantes en su vida. Tuvo un talante ascético y mantuvo una dieta abstemia y vegetariana. A lo largo de su vida, mantuvo una amplia correspondencia con destinatarios tan dispares como Tommaso Campanella, Johannes Kepler, Galileo Galilei, Hugo de Groot, Vossius, Marin Mersenne o Isaac Beeckman, entre otros.

## Obra
Pierre Gassendi escribía en latín y practicó, aunque sin mucho talento, el griego. Sabía además hebreo y árabe y trabajó en la anotación y traducción de textos. Había leído con avidez a escritores antiguos y modernos. Entre estos últimos se encontraban autores como Michel de Montaigne o Pierre Charron. También tradujo, entre otros, el libro X de las Vidas, opiniones y sentencias de los filósofos más ilustres, de Diógenes Laercio.
Siguió como lema personal la frase acuñada por Horacio y que más tarde divulgaría Kant: sapere aude. Durante su vida, Gassendi atacó con dureza a la astrología, la cábala, la alquimia y a los rosacruces, entre otros. Prefirió y defendió la observación y la deducción matemática en Astronomía y en Física a partir de la razón bien dirigida.
En filosofía mantuvo una posición mecanicista. Destacó como el gran restaurador del atomismo y también del epicureísmo. Intentó armonizar su atomismo materialista con la creencia en el Dios bíblico. Proponía que los átomos, concebidos según las enseñanzas de Epicuro y Demócrito, eran una creación de Dios, por lo que Gassendi fue denominado el «Epicuro cristianizado».

### Investigaciones y experimentación
Como científico, utilizó el mundo como dominio de experimentación. Junto con gente como Peiresc o La Mothe Le Vayer se dedicó a observar el cielo con el telescopio, por entonces invento reciente de Galileo. Fue de los primeros en Francia en mantener un diario de observaciones astronómicas, entre 1618 y 1655. Fruto de este trabajo fue un mapa de la Luna compuesto con Peiresc y Claude Mellan, por lo que tres siglos más tarde se le rindió homenaje poniendo su nombre a un cráter lunar. Además, en 1631 hizo la primera observación conocida del tránsito de Mercurio según lo predicho por Kepler en 1627 en sus Tablas rudolfinas. Lo más destacado de esta observación fue la medición del tamaño del planeta, pues resultó ser mucho menor de lo que Kepler había predicho. Esto obligó a los astrónomos de la época a reconsiderar el tamaño del resto de planetas.
Sin embargo, el trabajo experimental de Gassendi no quedó ahí. Investigó sobre la propagación del sonido y otros aspectos de la dinámica y fue capaz de formular de manera correcta la ley de la inercia, anticipada por Galileo y luego incorporada por Newton. También replicó los experimentos de Torricelli y de Pascal sobre la presión atmosférica, tomando como referencia las variaciones barométricas del mercurio. Se le atribuye también ser uno de los primeros de la  historia en medir la velocidad del sonido, que llegó a calcular con un error del 25%. También se interesó por otros campos de las ciencias naturales como la Geología, la Mineralogía o la Geografía, intereses que lo hicieron pensar en emprender una expedición al Oriente que, sin embargo, no llegó a concretar.

## Pensamiento

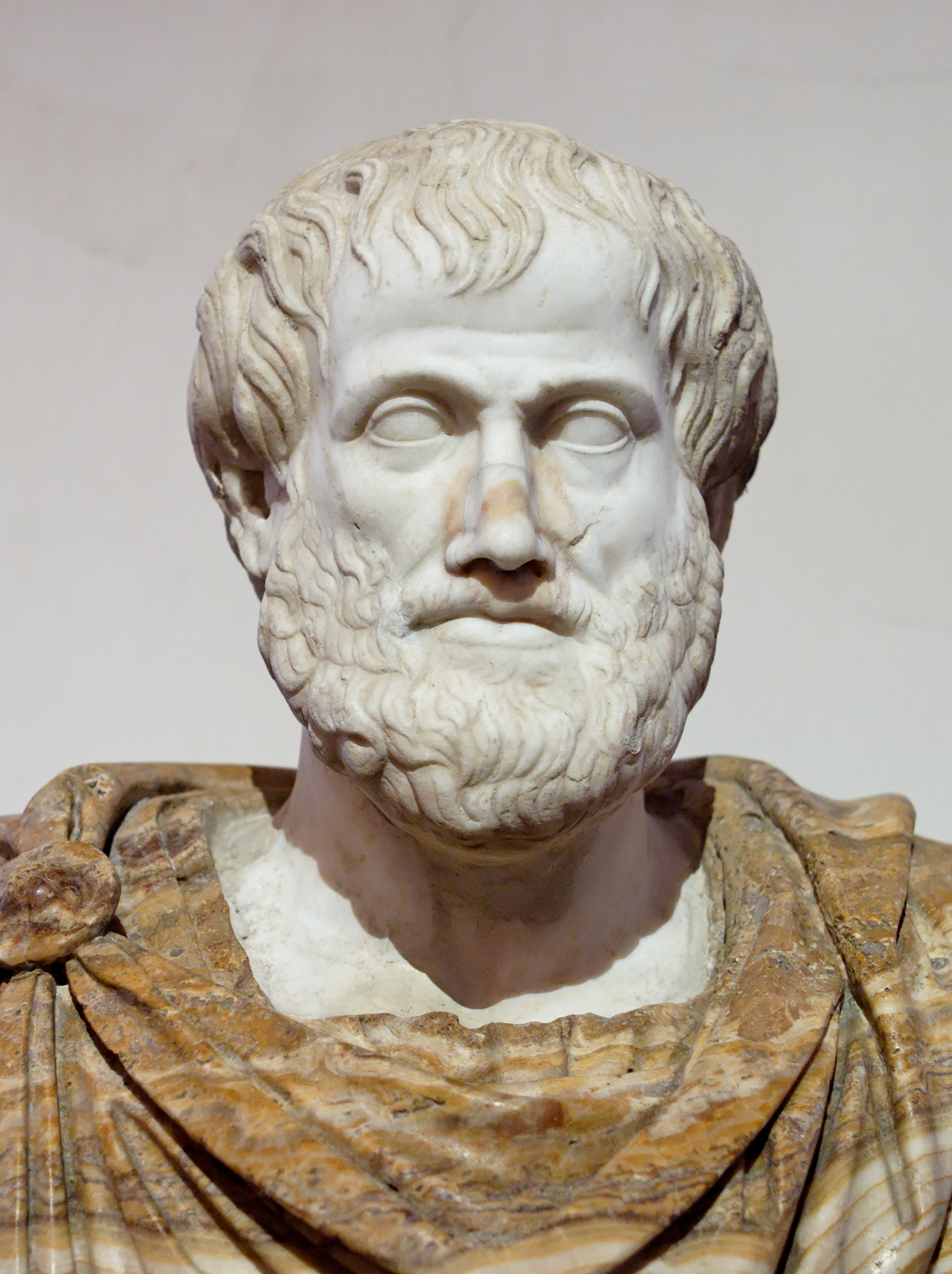
La crítica de Gassendi hacia el aristotelismo no iba tanto dirigida al propio Aristóteles como a sus partidarios dentro de la Escolástica.

### Crítica a la escolástica y el aristotelismo
Planteó su investigación con la vista puesta en desalojar las posiciones del aristotelismo como fuente de autoridad, tratando de poner en su lugar a la filosofía epicúrea. En su primer libro, las Disertaciones en forma de paradojas contra los aristotélicos (1624), señaló que el pensamiento presentado por los pensadores escolásticos se alejaba bastante del eudemonismo que originalmente defendía Aristóteles en su Ética a Nicómaco. Entre otras críticas, reprochó a los seguidores del estagirita el tratarlo como un «dios intocable, fuente de verdades incontestables»; haber dado demasiada importancia al Órganon y a la Metafísica y haber prescindido de los textos que tratan la historia natural; o de haberlo tomado como un todo completo sin tener en cuenta las contradicciones o los múltiples puntos de vista que se expresan en toda su obra. Gassendi afirmó sobre los aristotélicos que «prefieren equivocarse con Aristóteles a tener razón con los otros».

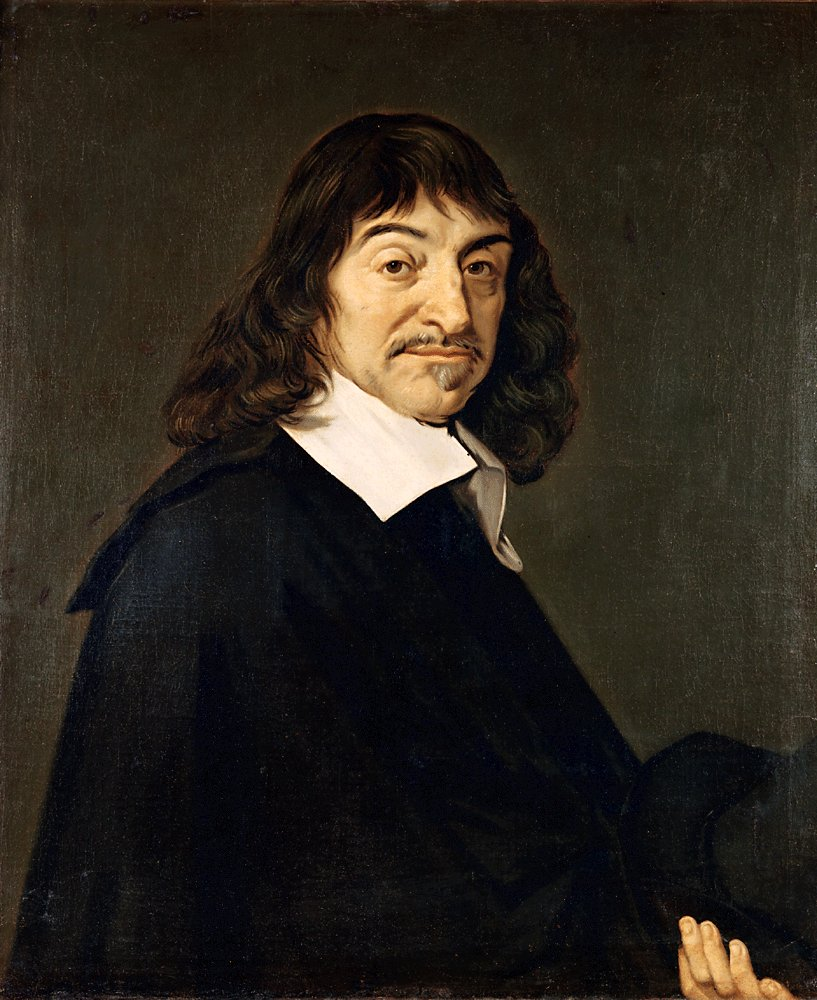
Gran parte de las críticas de Gassendi iban dirigidas a René Descartes.

### Crítica a Descartes
Gassendi destacó como crítico del cartesianismo, faceta por la que es conocido hoy en día. Mantuvo relación epistolar con Descartes y fue, además, uno de los primeros en criticar su concepción de la materia como extensión.
Una hipótesis, sostenida por Michel Onfray, apunta que la polémica entre Gassendi y Descartes pudo tener su origen con la publicación por parte de este último de Los meteoros, donde señala varios descubrimientos del sacerdote de Aix sin mencionarlo. A partir de este punto, la crítica pasa también por el improperio. A propósito de las Meditaciones metafísicas, el clérigo señala que las numerosas «"sandeces" han tenido que costar mucho esfuerzo a su autor, acerca del cual se pregunta cómo se ha atrevido a "soltar tantos sueños y quimeras"».
En lo que respecta al contenido de las objeciones, Gassendi critica el criterio de claridad y distinción, impugna el razonamiento subyacente al cogito y ataca al argumento ontológico.
Sobre el criterio de la claridad y distinción, argumenta que es un criterio irrelevante y que, aun en caso de no serlo, seguiría sin ser válido. Pues aun teniendo ideas claras y distintas provenientes de los sentidos, estas podrían no ser suficiente para sostener una afirmación empírica justificada. Por ejemplo, distintas personas podrían llegar a diferentes ideas claras y distintas sobre el color del cielo, por lo que de estas ideas no podríamos inferir de qué color es el cielo. Descarta también las formas de conocimiento demostradas únicamente mediante la razón. Estas no tienen la validez de los juicios a los que llegamos mediante los sentidos. Así, las deducciones que podamos hacer no serían más que analogías hipotéticas derivadas de los sentidos. De este modo, no se está siguiendo la premisa de confiar sólo en ideas claras y distintas.
En segundo lugar, le reprocha a Descartes haber utilizado el escepticismo en su primera meditación para intentar construir un sistema metafísico inamovible. Así, este escepticismo metodológico sería un pretexto para confirmar creencias preconcebidas, en lugar de constituir una auténtica investigación filosófica. Esto situaría la filosofía cartesiana dentro del dogmatismo, al aceptar que es posible acceder a la verdad misma de las cosas. El ejercicio que hace Descartes en dicha meditación sería, pues, una experiencia ficticia basada en una cosa sin cuerpo y sin historia. Así, este habría hecho una fundamentación del sujeto que va más allá de lo que la naturaleza humana puede concebir.
Anticipando una tesis que luego será defendida por Kant, el filósofo católico señala que en Descartes «el conocimiento de Dios [y] la demostración de su existencia, son en sí certezas imposibles de obtener con ayuda de la mera razón», lo que iría contra la demostración de la existencia de Dios argumentada por Descartes.

### Propuesta
Gassendi siguió la senda de otros pensadores como Lorenzo Valla, Michel de Montaigne o Erasmo de Róterdam al intentar darle un giro nuevo al pensamiento de Epicuro frente a la escolástica doctrinal de la Iglesia católica. Mediante el epicureísmo, esperaba ofrecer alternativas tanto al cartesianismo como a la escolástica aristotélica. No obstante, trazó este proyecto dentro del marco más amplio del catolicismo, con un «Epicuro cristianizado» y adaptado a los requisitos de la ortodoxia católica.
Su crítica al aristotelismo sigue un método similar a la duda metódica, presentando un escepticismo provisional que nada tiene que ver con el de Pirrón. A diferencia de este, Gassendi no propuso la suspensión del juicio ni abrazó un relativismo generalizado.

#### Atomismo cristiano

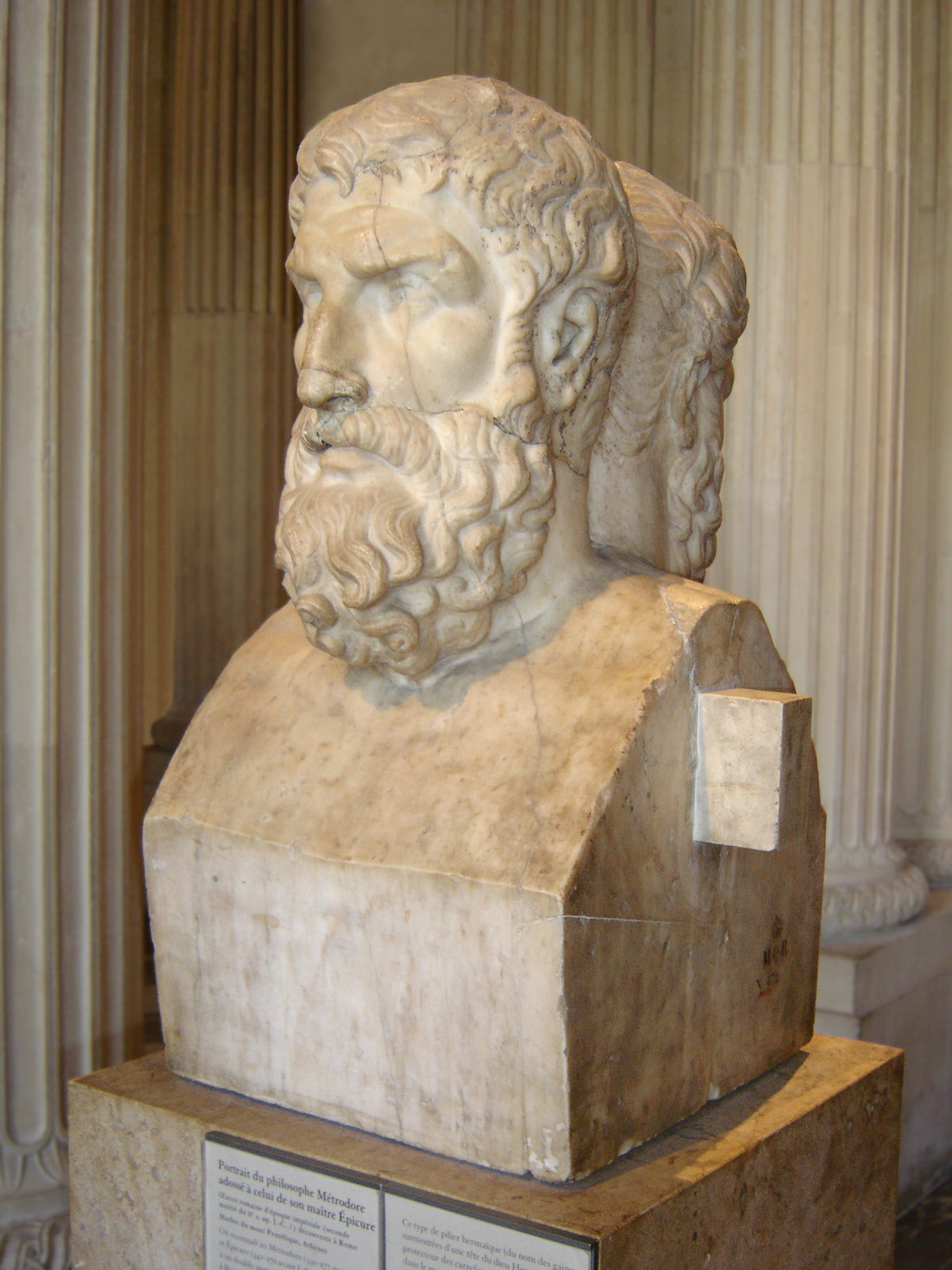
Gassendi fue uno de los principales rehabilitadores de la figura de Epicuro, así como de su doctrina.

Gassendi expuso su teoría sobre los átomos principalmente en el libro III de sus Syntagma philosophiae. Una vez aceptada la hipótesis atomista como la más adecuada, procede a analizar las propiedades de los átomos. Estas son tamaño, figura y gravedad. Gracias a las dos primeras se explica que la materia tenga extensión. La tercera característica, la gravedad o peso, es la que forma la materia cuando los átomos se enredan en lo que Gassendi llama moleculae. Pero la gravedad, tal como se comprendía en la época, no es lo que hoy entendemos como tal, sino la «facultad a fuerza (vis) natural e interna mediante la cual el propio átomo, por sí mismo, es capaz de ir de un sitio para otro y de moverse a sí mismo». Los átomos se mueven por su propia naturaleza y además son la única causa eficiente del mundo natural. En resumen, las cosas, compuestas de átomos, se mueven por el continuo movimiento de los mismos, movimiento que los átomos poseen per se gracias a que Dios se lo ha dado.

#### Ruptura con los clásicos
Mientras que Epicuro y Lucrecio explicaban el movimiento de los átomos por el clinamen, Gassendi se ve obligado a sustituirlo por la voluntad divina. De otra forma, su propuesta habría contravenido el concepto de la creación.
Se ha postulado que esta discrepancia con los autores del atomismo clásico pondría en evidencia que Gassendi no se limita a «cristianizar a Epicuro», sino que introduce el cambio para dar cabida también a una nueva forma de entender la naturaleza a partir de una fuerza que se encuentra en ella misma.

#### Vida y costumbres de Epicuro
En su defensa de Epicuro, Pierre Gassendi examina las infamias atribuidas al griego y trata de restituir su figura. Muestra cómo los defectos atribuidos al samio no corresponden con una persona de su talante. Sin embargo, en esta defensa también le agrega otras posturas que Epicuro nunca defendió. Entre estas, que pueden responder a una exposición de las tesis del sacerdote francés, se encuentran ciertas posturas políticas cercanas al consecuencialismo y el utilitarismo.

## Críticas
El filósofo anarquista francés Michel Onfray, al mismo tiempo que reivindica la figura de Gassendi, sostiene algunas críticas contra él. Así, señala que aunque su fenomenismo y el empirismo fueron «extremadamente modernos y precursores, fracasan debido a que el cristianismo que aún profesa le impide recorrer, desde el punto de vista filosófico, todo el camino que esas opciones permiten». También le achaca que profesó «demasiado cristianismo y demasiado poco epicureísmo», lo que habría llevado a Descartes y a la escuela racionalista a imponerse sobre otras corrientes más materialistas. Según Onfray, una querella del calibre que se planteaba exigía por parte del filósofo de Digne «más argumentos y menos insultos». Siguiendo la idea sugerida por Friedrich Nietzsche en Ecce homo sobre la manera en que Pascal, «asesinado con lentitud», es «la más instructiva víctima del cristianismo», Onfray sostiene que Gassendi olvidó la cuestión esencial, es decir, «superar el cristianismo [···] en beneficio de una religión regenerada por la filosofía».
Por otro lado, Gassendi no dejó en ninguna gran obra un resumen de su pensamiento, lo que dificulta interpretar de qué manera podrían sintetizarse, a juicio del filósofo, las doctrinas de Cristo y Epicuro. Así, Onfray pregunta: «¿de qué manera puede cohabitar un materialismo integral en un alma inmaterial? Si los dioses no deben inspirar temor, según la opinión de Epicuro, ¿qué pintan entonces el Paraíso, el Infierno o el Purgatorio de los cristianos? ¿Para qué sirven? ¿Tienen alguna utilidad?». Por su parte, el historiador de la filosofía Frederick Copleston sostuvo que el pensamiento gassendiniano tuvo una fuerte repercusión en el siglo XVII, aunque su falta de sistematicidad y su falta de originalidad le impidieron tener una influencia duradera.

## Obras principales
- Disertaciones en forma de paradojas contra los aristotélicos. 1624.[44]
- Mercurius in Sole Visus et Venus Invisa. 1632.[45]
- Vida de Peiresc. París. 1641.[12][11]
- Novem stellae circa Jovem visae. París. 1643.[11]
- Disquisitio metaphysica seu dubitationes et instantiae adversus Renati Cartessi metaphysicam et responsa. Ámsterdam. 1644.[46]
- De vita et moribus Epicuri [Vida y costumbres de Epicuro]. 1647.[6]
- Institutio Astronomica. 1647.[45]
- Syntagma philosophiae Epicuri [Tratado sobre la filosofía de Epicuro]. 1649.[16][25]
- Animadversiones in Librum X Diogenis Laërtii. 1649.[2]
- Syntagma philosophicum. póstumo. 1658.[47]

Gassendi escribió también algunas Vidas, entre otros de Copérnico y de Tycho Brahe.

## Homenajes
- En 1935 se decidió en su honor llamar Gassendi a un astroblema lunar situado al norte del Mare Humorum.[48]